# KK Troglav Livno
KK Troglav je bosanskohercegovački košarkaški klub iz Livna. 

## Povijest
Osnovan je 2005. kao KK Livno kad se prethodnik Troglav ugasio se zbog financijskih problema. KK Livno mijenja naziv u KK Troglav na 50. godišnjicu osnivanja prvog kluba. 
Klub ima pretkadete, kadete i seniore.